# Réglementation des OGM dans l'Union européenne
Pour un article plus général, voir Réglementation des organismes génétiquement modifiés.
L'Union européenne autorise la mise sur le marché d'un organisme génétiquement modifié selon les critères définis par la directive communautaire 2001/18/CE, relative à la dissémination volontaire d'organismes génétiquement modifiés dans l'environnement.
En 2012, La Commission européenne a rouvert le débat sur la « coexistence entre les OGM et l'agriculture biologique », question essentielle pour la viabilité de l'agriculture biologique à long terme.
En 2013, selon l'Agence France-Presse, le maïs génétiquement modifié MON 810 est le seul cultivé dans l'Union européenne (essentiellement en Espagne et au Portugal),. En revanche, une cinquantaine d'OGM sont autorisés dans l'alimentation animale et humaine dans l'Union européenne,.

## Généralités
Dès le début des années 1990, l'Union européenne a mis en place un cadre réglementaire pour les OGM, qui est toujours en cours d'évolution. L'objectif de cette réglementation communautaire est de rendre compatible la création d'un marché unique des biotechnologies avec la protection de la santé publique et le respect de l'environnement.
Les domaines d'application de cette réglementation sont les suivants :
- L'utilisation confinée de microorganismes génétiquement modifiés dans la recherche et l'industrie. Ce domaine est régi par la directive 90/219/CE, modifiée par la directive 98/81/CE du Conseil.

- Les disséminations à titre expérimental et les mises sur le marché d'OGM. La directive 90/220/CEE était en vigueur jusqu'au 17 octobre 2002 dans ce domaine. Elle a été abrogée à cette date pour être remplacée par la directive 2001/18/CE relative à la dissémination volontaire d'organismes génétiquement modifiés. Début 2004, cette nouvelle directive n'a pas encore été transcrite dans le droit français.

- La traçabilité des organismes génétiquement modifiés et de leurs dérivés alimentaires pour les produits destinés à la consommation humaine ou animale. Le règlement 1830/2003/CE concernant cette traçabilité des OGM est applicable depuis le 18 avril 2004. Il met en place l'obligation de traçabilité des OGM et de leurs dérivés alimentaires tout au long des filières, exception faite des cas de présence fortuite.

- L'étiquetage des denrées alimentaires et aliments pour animaux contenant des organismes génétiquement modifiés ou produits à partir de tels organismes. Le règlement 1829/2003/CE du Parlement européen et du Conseil du 22 septembre 2004 concernant les denrées alimentaires et les aliments pour animaux génétiquement modifiés, applicable depuis le 18 avril 2004, prévoit de nouvelles règles d'étiquetage pour la filière alimentaire (voir paragraphe ci-après). Il fixe notamment un seuil de présence fortuite de 0,9 % en dessous duquel l'étiquetage n'est pas obligatoire. Précédemment, la présence de produits dérivés des OGM dans les aliments était encadrée par le règlement n° 258/97/CE du 27 janvier 1997 relatif aux nouveaux aliments et aux nouveaux ingrédients alimentaires. Il concernait par exemple le concentré ou le ketchup obtenu à partir de tomates génétiquement modifiées.

- L'autorisation des médicaments destinés à l'homme et aux animaux est régie par le règlement n° 2309/93, qui couvre également les produits dérivés des OGM. Ce texte établit les procédures communautaires pour l'autorisation et la surveillance de ces médicaments.

- La protection des travailleurs contre les risques est régie par la directive 90/679/CE. Celle-ci concerne la protection des travailleurs contre les risques liés à l'exposition à des agents biologiques au travail, et elle réglemente les OGM au même titre que d'autres agents biologiques.

## Réglementation communautaire de la mise sur le marché des OGM
La procédure d'autorisation de dissémination volontaire et de mise sur le marché des organismes génétiquement modifiés est fixée par la directive 2001/18/CE du 12 mars 2001, en remplacement de la directive 90/220/CE. Cette nouvelle réglementation :
- introduit des principes plus rigoureux dans l'évaluation des risques pour l'environnement,
- clarifie et étend les critères d'évaluation des risques,
- limite la durée de l'autorisation à 10 ans renouvelable,
- introduit une surveillance obligatoire postérieure à l'autorisation de mise sur le marché,
- améliore la transparence par une obligation de consulter le public,
- oblige la Commission européenne à publier tous les trois ans un rapport sur l'expérience relative aux mises sur le marché.

Des associations estiment toutefois que les procédures prévues par la directive 2001/18/CE sont encore insuffisantes pour évaluer et limiter les risques liés à la mise sur le marché des OGM.
En France, la transposition dans le droit national de la directive 2001/18/CE n'a été faite qu'en juin 2008, ce qui lui a valu une condamnation devant la Cour européenne.

## Végétaux génétiquement modifiés autorisés

### Décisions d'autorisation de mise sur le marché
La Commission européenne a autorisé la mise sur le marché de maïs, de colza, de soja, d'œillets, de chicorée et de tabac transgéniques. Ces autorisations portent plus précisément sur des événements de transformation, et elles permettent la mise en circulation des récoltes correspondantes de végétaux génétiquement modifiés dans les circuits alimentaires.
Au total, entre octobre 1991 et janvier 2004, l'Union européenne a accordé 18 autorisations de mise sur le marché d'OGM, dont 16 concernant des OGM destinés à être utilisés dans les produits alimentaires. Aucune autorisation n'a été délivrée depuis octobre 1998, alors que 13 demandes étaient en cours d'examen lors de l'abrogation de la directive 90/220/CEE et son remplacement par la directive 2001/18/CE, régissant ces mises sur le marché.
En janvier 2004, la Commission européenne a reçu 22 notifications relatives à des demandes de mises sur le marché d'OGM, en application de la directive 2001/18/CE.
Concernant le maïs génétiquement modifié, les autorisations délivrées par la Commission européenne sont les suivantes :
- Décision 97/98/CE du 23/01/1997 : événement de transformation Bt 176 conférant la résistance à la pyrale du maïs. 
  - En France, l'arrêté du 05/02/1998 a inscrit au catalogue officiel trois variétés de maïs génétiquement modifié : César Cb, Furio Cb, Occitan Cb de la société Novartis Seeds. Le Conseil d'État a suspendu puis rétabli la validité de cet arrêté.
  - L'arrêté du 03/08/1998 a inscrit 6 variétés supplémentaires en France : Benji (grain ½ tardif), Garonna (ensilage précoce), Navarès (ensilage très précoce), Pactol Cb (grain ½ précoce), Seven (grain tardif), Odyssée (grain ½ tardif) de la société Novartis Seeds.

- Décision 98/294/CE du 22/04/1998 : événement de transformation MON 810 conférant la résistance à la pyrale du maïs. En France, l'arrêté du 03/08/1998 a inscrit au catalogue officiel six variétés de maïs génétiquement modifié : 
  - Obtenteur Pioneer Hi-Bred : Bolsa (grain 400), Elgina (grain 580), Lévina (grain 560), Olimpica (grain 520).
  - Obtenteur Coopérative de Pau et Pau semences : Novelis (grain et ensilage ½ précoce).
  - Obtenteur Dekalb : DK 513 (grain tardif).

- Décision 98/293/CE du 22/25/1998 : événement de transformation T 25 conférant la tolérance à un herbicide, le glufosinate ammonium. Il n'y a pas de variété correspondante inscrite au catalogue officiel en France. La vente des semences n'est donc pas autorisée en France.

- Décision 98/292/CE du 22/04/1998 : événement de transformation Bt 11 conférant la résistance à la pyrale du maïs, et la tolérance à un herbicide, le glufosinate ammonium.
  - L'autorisation de la Commission européenne porte uniquement sur l'importation de récoltes, la transformation et l'alimentation animale.
  - Il n'y a donc pas de variété correspondante inscrite au catalogue officiel en France, et la vente des semences n'est pas autorisée en France.

- Décision 2004/657/CE du 19/05/2004 : événement de transformation Bt 11 pour du maïs doux en tant que nouvel aliment ou nouvel ingrédient alimentaire. 
  - Ce maïs doux OGM, ainsi que les aliments contenant ce maïs doux, sont étiquetés conformément au règlement 1829/2003/CE avec la mention « maïs doux génétiquement modifié », et ils doivent respecter les exigences de traçabilité prévues par le règlement 1830/2003/CE.
  - Cette autorisation de mise sur le marché a entraîné la fin du moratoire de fait qui empêchait les nouvelles autorisations d'OGM dans l'Union européenne.
  - Il n'y a pas de variété correspondante inscrite au catalogue officiel en France, et la vente des semences n'est donc pas autorisée en France.

- Décision 2004/643/CE du 19/07/2004 : évènement de transformation NK 603 conférant la tolérance à un herbicide, le glyphosate. 
  - L'autorisation de la Commission européenne stipule dans les conditions de mise sur le marché, que ce produit peut servir aux mêmes utilisations que n'importe quel autre maïs, à l'exception de la culture et de l'alimentation humaine.
  - La mention « Ce produit contient des organismes génétiquement modifiés » ou « Ce produit contient du maïs génétiquement modifié » apparaît sur l'étiquette du produit.
  - Tant que le produit n'a pas reçu d'autorisation de mise sur le marché à des fins de culture, la mention « non destiné à la culture » apparaît sur l'étiquette du produit.
  - Le produit est donc autorisé uniquement à l'importation dans l'Union européenne, et seulement pour de l'alimentation animale.
  - En conséquence, il n'y a pas de variété correspondante inscrite au catalogue officiel en France, et  la vente des semences n'est donc pas autorisée en France.

- Décision 2005/608/CE du 08/08/2005 : événement de transformation MON 863 conférant la résistance à la chrysomèle du maïs. 
  - L'autorisation de la Commission européenne stipule dans les conditions de mise sur le marché, que ce produit peut servir aux mêmes utilisations que n'importe quel autre maïs, à l'exception de la culture et de l'alimentation humaine.
  - La mention « Ce produit contient des organismes génétiquement modifiés » ou « Ce produit contient du maïs génétiquement modifié MON 863 » apparaît sur l'étiquette du produit.
  - Tant que le produit n'a pas reçu d'autorisation de mise sur le marché à des fins de culture, la mention « non destiné à la culture » apparaît sur l'étiquette du produit.
  - Le produit est donc autorisé uniquement à l'importation dans l'Union européenne, et seulement pour de l'alimentation animale.
  - En conséquence, il n'y a pas de variété correspondante inscrite au catalogue officiel en France, et la vente des semences n'est donc pas autorisée en France.
  - Le MON 863 a fait l'objet d'une polémique en raison d'une étude interne de MONSANTO montrant une augmentation significative du nombre de globules blancs, et des changements de structure des reins et du foie des rats nourris avec du MON 863. La présence d'un gène marqueur de la résistance aux antibiotiques a également soulevé des objections. L'autorité compétente d'Allemagne a conclu à l'absence d'éléments scientifiques attestant un risque pour la santé humaine ou l'environnement. La Commission a consulté l'Autorité européenne de sécurité des aliments (AESA), qui a conclu que le maïs MON 863 est aussi sûr que les variétés classiques et qu'il n'est pas susceptible d'entraîner des effets indésirables.
  - Plusieurs avis favorables à l'importation du maïs transgénique MON 863, ont été rendus en 2004 :
    - par la Commission du génie biomoléculaire (CGB) en France,
    - par l'Agence française de sécurité sanitaire des aliments (AFSSA),
    - par l'Autorité européenne de sécurité des aliments (AESA),

  - Le 30 novembre 2004, les 25 États membres n'ont pu se mettre d'accord sur la demande d'importation du maïs OGM MON 863 formulée par Monsanto. Douze États ont refusé cette demande et huit ont voté pour, cinq se sont abstenus.

Au 19 janvier 2012, 3 sojas, 25 maïs, 2 colzas, 3 cotons, 1 pomme de terre et 1 betterave sont autorisés à l'importation pour consommation humaine et/ou animale,.

### Maïs transgéniques autorisés en culture ou à l'importation
Actuellement, en résumé, l'Union européenne autorise les maïs génétiquement modifiés suivants uniquement à l'importation, pour introduction dans les filières alimentaires pour les animaux ou pour les hommes :
- Bt 11, importé pour l'alimentation du bétail,
- Bt 11, importé dans du maïs doux,
- NK 603, importé pour l'alimentation du bétail,
- MON 863, importé pour l'alimentation du bétail.

En revanche, les maïs suivants sont également autorisés en culture, ou plus précisément, la commercialisation des semences des variétés correspondantes est autorisée[réf. nécessaire] :
- Bt 176,
- MON 810,
- T 25 (la vente des semences n'est pas autorisée en France, faute de variétés correspondantes inscrites au Catalogue officiel des semences et variétés).

### Fin du moratoire
Il n'y a pas eu de nouvelle autorisation de mise sur le marché délivrée par la Commission européenne entre octobre 1998 et mai 2004. Ce moratoire était un moratoire de fait et non une décision réglementaire. Contrairement à ce qui est parfois écrit dans la presse, il ne s'agit pas d'une interdiction des cultures OGM (les autorisations délivrées en 1998 sont toujours valables), mais d'un arrêt de la délivrance de nouvelles autorisations. 
Il fut appliqué dans l'Union européenne, en raison de la position de plusieurs pays (Danemark, France, Grèce, Italie, Luxembourg), qui estimaient que les procédures d'évaluation, de suivi et de traçabilité des OGM devaient être renforcées avant de procéder à la délivrance de nouvelles autorisations de mise en culture et de mise sur le marché. 
La nouvelle réglementation européenne, adoptée en juin 2003 et imposant des normes de traçabilité et d'étiquetage pour les produits contenant plus de 0,9 % d'OGM, a entraîné la fin de ce moratoire en mai 2004, avec l'autorisation de mise sur le marché du maïs doux Bt 11 (voir précédemment).
Toutefois, les autorisations de nouveaux maïs OGM délivrées en 2004 portent sur des mises sur le marché pour les filières alimentaires, mais pas pour des semences destinées à la mise en culture.

### Processus d'autorisation
Lorsqu'une firme détentrice d'un OGM, ayant terminé ses études en milieu confiné, souhaite obtenir une autorisation de mise sur le marché dans l'Union européenne, elle doit passer par :

#### Procédure d'autorisation de dissémination volontaire
Pour faire des expérimentations en plein air :
- dépôt d'une demande d'autorisation de dissémination volontaire d'OGM,
- évaluation des risques par l'autorité compétente de l'État membre. En France, il s'agit de la Commission du génie biomoléculaire (CGB), dont l'avis est examiné par les ministères chargés de l'agriculture et de l'environnement.
- délivrance de l'autorisation de dissémination volontaire d'OGM (en France, par le ministre chargé de l'agriculture, ce qui en fait des "essais aux champs" légaux.

#### Procédure d'autorisation de mise sur le marché
- Dépôt d'une demande d'autorisation de mise sur le marché, avec présentation des études conduites en milieu confiné et lors des disséminations volontaires d'OGM.
- Évaluation des risques par les autorités compétentes de l'État membre. En France, il s'agit de la Haut Conseil des biotechnologies, de l'Agence nationale de sécurité sanitaire de l'alimentation, de l'environnement et du travail (ANSES), et de la Commission d'étude de la toxicité des produits phytosanitaires (cas des végétaux transgéniques tolérants à un herbicide).
- Envoi du dossier d'évaluation à la Commission européenne (AESA), qui le diffuse aux autres États membres.
- Si un ou plusieurs États membres présentent des objections, l'avis des comités scientifiques de l'Union européenne est demandé. Le Conseil des ministres rend alors une décision d'autorisation de mise sur le marché ou de refus.
- S'il n'y a aucune objection, l'autorisation de mise sur le marché est accordée.

#### Réglementation communautaire de la mise sur le marché
La procédure d'autorisation de dissémination volontaire et de mise sur le marché des organismes génétiquement modifiés est fixée par la directive 2001/18/CE, publiée le 17 octobre 2002, en remplacement de la directive 90/220/CE. Cette nouvelle réglementation :
- introduit des principes plus rigoureux dans l'évaluation des risques pour l'environnement,
- clarifie et étend les critères d'évaluation des risques,
- limite la durée de l'autorisation à 10 ans renouvelable,
- introduit une surveillance obligatoire postérieure à l'autorisation de mise sur le marché,
- améliore la transparence par une obligation de consulter le public,
- oblige la Commission européenne à publier tous les trois ans un rapport sur l'expérience relative aux mises sur le marché.

Des associations estiment toutefois que les procédures prévues par la directive 2001/18/CE sont encore insuffisantes pour évaluer et limiter les risques liés à la mise sur le marché des OGM.
En France, la transposition dans le droit national de la directive 2001/18/CE n'a pas encore été faite, ce qui soulève des problèmes par rapport au développement des cultures commerciales d'OGM.

### Étiquetage
En application du droit des consommateurs à l'information, l'Union européenne a rendu obligatoire depuis 1997, l'étiquetage indiquant la présence d'OGM. 
Les mesures relatives à l'étiquetage sont les suivantes :
- Obligation pour les États membres de prendre toutes les mesures nécessaires pour garantir l'étiquetage, à tous les stades de la mise sur le marché, des OGM commercialisés en tant que produits ou éléments de produits, exigée par la directive 2001/18/CE depuis le 17 octobre 2002, modifiée par le règlement 1829/2003/CE.

- Obligation d'étiquetage des semences de variétés génétiquement modifiées, fixée par la directive 98/95/CE et le règlement 1829/2003/CE.

- Obligation d'étiquetage des aliments et des ingrédients alimentaires contenant des OGM ou qui en sont constitués, exigée par le règlement sur les nouveaux aliments n° 258/97/CE du 27 janvier 1997, modifiée par le règlement 1829/2003/CE.

- Obligation d'étiquetage des additifs et des arômes lorsque de l'ADN ou des protéines résultant d'une modification génétique sont présents dans le produit final, fixée par le règlement 1829/2003/CE, qui abroge le règlement n° 50/2000/CE.

- Obligation d'étiquetage des aliments génétiquement modifiés pour les animaux, mise en place avec le règlement 1830/2003/CE entré en vigueur le 18 avril 2004.

- Seuil minimum de 0,9 % de présence accidentelle d'ADN ou de protéines résultant d'une modification génétique, en dessous duquel l'étiquetage n'est pas nécessaire, fixé par le règlement 1830/2003/CE. La précédente réglementation communautaire établissait ce seuil à 1 %, par le règlement n° 49/2000/CE.

- Emploi du concept d'équivalence pour l'étiquetage des aliments produits à partir d'OGM, mais qui n'en contiennent plus, fixée par le règlement sur les nouveaux aliments. Le principe d'équivalence signifie que si une caractéristique ou propriété (composition, valeur nutritive ou effets nutritionnels, utilisation projetée) fait qu'un aliment ou un ingrédient alimentaire n'est plus équivalent à un homologue existant, l'étiquetage doit signaler la modification génétique à l'origine de cette caractéristique.

- Mesures relatives à l'étiquetage des aliments et des ingrédients alimentaires dérivés d'une variété de maïs génétiquement modifié et d'une variété de soja transgénique, autorisés en application de la directive 90/220/CEE mais avant l'entrée en vigueur du règlement sur les nouveaux aliments. Ces mesures étaient fixées par le règlement n° 1139/98/CE, abrogé par le règlement 1829/2003/CE, en fonction de la présence d'ADN ou de protéines résultant de la modification génétique. Ce critère sert de modèle aux règles applicables à l'étiquetage de tous les autres aliments et ingrédients alimentaires.

### Seuils de tolérance
La Commission européenne prépare un projet de directive fixant les seuils de tolérance de « présence fortuite » (accidentelle ou techniquement inévitable) d'OGM dans les semences conventionnelles, au-delà desquels ces semences seraient considérées comme des OGM et étiquetées comme tels.
Les seuils de tolérance proposés fin décembre 2003 par la Commission européenne, sur la base de l'avis du Comité scientifique européen des plantes, sont les suivants :
- 0,3 % pour les semences de colza.
- 0,5 % pour les semences de maïs, le coton, la betterave, la pomme de terre, la chicorée, et la tomate.
- 0,7 % pour les semences de soja.

La Commissaire européenne de l'environnement souhaite que ces seuils de tolérance de présence fortuite d'OGM soient aussi bas que possible. Diverses organisations opposées aux OGM demandent également une baisse de ces seuils, et la Confédération paysanne estime qu'un seuil de 0 % est le seul acceptable. En revanche, les professionnels des semences estiment qu'une réduction de ces seuils porterait atteinte à la viabilité économique de la coexistence entre les filières OGM et non-OGM.
À titre d'exemple des conséquences juridiques du niveau des seuils de tolérance OGM dans les semences conventionnelles, des responsables d'une filiale de Monsanto ont été poursuivis pour « mise sur le marché sans autorisation d'OGM », en raison de la détection par les services de la répression des fraudes de moins de 0,2 % d'OGM dans des semences de soja importées en France.

## Nouvelle Directive concernant la culture d'OGM dans l'Union européenne et introduisant une clause d'exclusion nationale
Afin de sortir de la situation actuelle où la culture de quelques plantes OGM est autorisée dans l'Union européenne, mais interdite de facto dans la plupart des États membres par des mesures nationales ne reposant pas sur une base juridique solide, un nouveau projet de Directive européenne comportant une clause d'exclusion nationale sur option (clause "opt-out") a été adopté,. Cette directive - un amendement à la Directive générale 2001/18 - ne concerne que la culture des OGM. Plusieurs États membres, dont la France, l'Allemagne, la Pologne et l'Italie, ont déjà déclaré qu'ils utiliseraient l'option d'exclusion ("opt-out").